# Ragusano
Il Ragusano, storicamente chiamato caciocavallo ragusano (in siciliano Cosacavaḍḍu), è un formaggio italiano DOP (Denominazione d'Origine Protetta). Questo prodotto caseario, nel 1955, è stato riconosciuto quale prodotto tipico dal D.P.R. n. 1269 del 30 ottobre, nel 1995 ha ottenuto la denominazione di origine (Decreto del 2 maggio) e, l'anno successivo, ha acquisito il riconoscimento comunitario della DOP, perdendo la denominazione storica di "Caciocavallo", con il quale, peraltro, non ha mai avuto nulla a che fare. In lingua siciliana è chiamato anche scaluni, probabilmente in analogia alla sua forma e dimensioni, che ricordano quelle di uno scalino.

## Storia
Il ragusano è uno dei formaggi più antichi dell'Isola e si pensa che il nome derivi dalla zona di produzione, la Provincia di Ragusa. Questo formaggio dal sapore amabile e peculiare è stato oggetto sin dal XIV secolo di un fiorente commercio oltre i confini del Regno di Sicilia.
Carmelo Trasselli riporta che già nel 1515 in Ferdinando il Cattolico e Carlo V vi è un'esenzione dai dazi anche per il Ragusano e pertanto già oggetto di notevole commercio. Ancora il Trasselli in Note sui Ragusei in Sicilia riporta documenti del "Notaio Gaetano, F.106" che riferisce ancora del commercio via nave di questo formaggio. Nell'opera dell'abate Paolo Balsamo, risalente al 1808, venivano sottolineati "la bontà dei bestiami di Modica" ed i "prodotti di cacio e ricotta, superiori di cinquanta per cento ai comuni, e di venticinque per cento ai migliori di Sicilia". Filippo Garofalo nel 1856 cita la fama e la squisitezza dei caci e delle ricotte del Ragusano.

## Caratteristiche
Il ragusano è un formaggio semiduro a pasta filata. Ha ottenuto il riconoscimento di tipicità dal DPR n. 1269 del 30/10/1955, ha avuto la Denominazione di Origine nel 1995, ed infine è stato riconosciuto DOP con regolamento CEE n. 1263 del 1/7/1996. La zona di provenienza del latte destinato alla trasformazione del formaggio "ragusano" comprende gli interi territori dei comuni di: Acate, Chiaramonte Gulfi, Comiso, Giarratana, Ispica, Modica, Monterosso Almo, Pozzallo, Ragusa, Santa Croce Camerina, Scicli e Vittoria, in provincia di Ragusa, e dei comuni di Noto, Palazzolo Acreide e Rosolini, in provincia di Siracusa.
Prodotto nel rispetto del disciplinare di produzione (Provvedimento 29 luglio 2003 del Ministero delle Politiche Agricole e Forestali), rispondenti allo standard produttivo seguente:
1. L'alimentazione delle bovine da cui deriva il latte deve essere costituita prevalentemente da essenze spontanee ed erbe dell'altopiano Ibleo, eventualmente affienati; il periodo di produzione pertanto è la stagione foraggera (novembre-maggio). La varietà delle essenze contribuisce alla caratterizzazione dei sapori e degli aromi del prodotto, e contribuisce anche alla variabilità del suo colore.
2. Il latte di una o più mungiture deve essere coagulato alla temperatura di 34 °C, con oscillazione in più o in meno non superiore ai 3 °C, sfruttando lo sviluppo spontaneo della microflora casearia;
3. La coagulazione è ottenuta con l'uso di caglio in pasta di agnello o di capretto, sciolto in una soluzione acquosa di cloruro di sodio.
4. La stagionatura avviene in locali ventilati con temperatura ambiente di 14-16 °C, legando le forme a coppia con sottili funi e ponendole a cavallo di appositi sostegni e, comunque, in modo tale da garantire una perfetta aerazione dell'intera superficie della forma. È prevista la cappatura con olio di oliva per i formaggi destinati ad una prolungata stagionatura. Il prodotto può essere affumicato solo con procedimenti naturali e tradizionali in tal caso la denominazione di origine deve essere seguita dalla dicitura "affumicata";
5. Forma: parallelepipeda, a sezione quadrata, con angoli smussati. È possibile riscontrare sulla superficie delle leggere insenature dovute al passaggio delle funi di sostegno utilizzate nel processo di stagionatura;
6. Dimensioni: lati della sezione quadrata da 15 a 18 centimetri; lunghezza del parallelepipedo da 43 a 53 centimetri;
7. Peso variabile da 10 kg a 16 kg in relazione alle dimensioni della forma;
8. Aspetto esterno: crosta liscia, sottile, compatta; di colore giallo dorato o paglierino tendente al marrone con il protrarsi della stagionatura per i formaggi da grattugia. Lo spessore massimo è di 4 millimetri. Può essere cappata con olio di oliva;
9. Pasta: struttura compatta, con eventuali fessurazioni che si riscontrano con il protrarsi della stagionatura, talvolta unite a rada occhiatura; al taglio il colore si presenta bianco tendente al giallo paglierino, più o meno intenso;
10. Sapore: decisamente gradevole, dolce, delicato, poco piccante nei primi mesi di stagionatura nei formaggi da tavola; tendente al piccante ed al saporito, a stagionatura avanzata nei formaggi da grattugia. Il formaggio presenta un aroma gradevole, caratteristico delle particolari procedure di produzione;
11. Grasso sulla sostanza secca: non inferiore al 40% per i formaggi destinati al consumo da tavola; non inferiore al 38% per i formaggi con stagionatura superiore ai 6 mesi;
12. Umidità massima: 40%

I vini in abbinamento: Nero d'Avola, Merlot, Syrah.

## Trasformazione
Il procedimento per la produzione del Ragusano DOP segue un'antica tradizione che oggi viene osservata attentamente dai produttori. Per la realizzazione di questo formaggio si lascia coagulare il latte di una o più mungiture, assecondando lo sviluppo naturale della microflora.
Per favorire la coagulazione viene aggiunto il caglio in pasta di capretto o agnello, insieme all'acqua e sale. La quantità di soluzione deve essere tale da permettere l'indurimento della pasta in un tempo compreso tra sessanta e ottanta minuti. La cagliata viene poi ridotta in piccoli pezzi utilizzando il jarozzu, un'asta di legno che termina con un disco che si sottopone a pressatura per favorire la spugnatura.
La quantità di soluzione impiegata deve essere tale da comportare un tempo di presa e di indurimento da 60 a 80 minuti. La rottura della cagliata avviene quando i granuli, inizialmente delle dimensioni paragonabili a quelle delle lenticchie, a seguito dell'aggiunta di acqua (8 litri per ettolitro di latte) alla temperatura di 80 °C, più o meno 5 °C, assumono dimensioni medie di un chicco di riso. La massa caseosa, ottenuta per sedimentazione e separata dal siero, viene sottoposta a pressatura per favorirne la spurgatura. La pasta, trattata con il liquido risultante dalla lavorazione della ricotta o con acqua a temperatura di circa 80 °C, coperta con un telo allo scopo di evitare bruschi abbassamenti della temperatura, viene lasciata riposare per circa 85 minuti. La fase dell'asciugatura va condotta lasciando la pasta su degli appositi supporti per un tempo di circa 20 ore. La pasta viene tagliata a fette e, ricoperta con acqua alla temperatura di circa 80 °C, per un tempo di circa 8 minuti, viene quindi lavorata con molta cura, fino ad ottenere una forma sferica con la superficie esterna esente da smagliature e saldata ad un polo.
Il prodotto viene successivamente modellato e poi raccolto in contenitori in legno dette mastreḍḍi, che danno al Ragusano DOP la sua caratteristica forma di parallelepipedo. Le forme vengono calate in salamoia per ottenere la salatura, dove restano a da due a otto giorni, a seconda del loro peso.

## Stagionatura
I locali di Stagionatura vengono detti maizzè, locali freschi, umidi e ventilati a volte interrati, si riscontrano, inoltre, cantine e grotte con pareti geologicamente naturali dove i formaggi a coppia vengono appesi a cavallo di una trave di legno legati con funi di lijama o corde di cannu, di zammarra ("agave") o di cotone. Si riscontrano anche impalcature, scaffali ed attrezzi in legno o altro materiale vegetale per la pulizia e la manipolazione del formaggio durante la maturazione e stagionatura.

## Attrezzature storiche
- ruòtula, tina di legno, bastone di legno
- jaruozzu, contenitore di rame stagnato di varie dimensioni
- pisaquagnu (pesa caglio), contenitore di legno
- quagnaluoru, contenitore in creta per conservare il caglio
- mastreḍḍa, contenitore di legno per la formatura dei formaggi
- stacciu, piccolo tino di legno o rame stagnato per filare
- manuveḍḍa, bastone di legno
- muòlitu, materiale in legno per dare forma al formaggio
- marchiu, tavolette di legno
- cugnu, formetta di legno per la marchiatura.

Vasche di cemento per la salamoia. Fuoco diretto legna-gas.